# Riglione
Riglione è un quartiere del comune italiano di Pisa.

## Storia
Riglione è un piccolo centro abitato sin dal Medioevo. Si è sviluppato sulla via Vecchia Fiorentina intorno alla chiesa e a un vecchio porto fluviale situato su un'ansa dell'Arno. È stato comune autonomo fino al 1774, quando Pietro Leopoldo lo ha aggregato al comune di Pisa.

## Monumenti e luoghi d'interesse

### Chiesa dei Santi Ippolito e Cassiano martiri
La chiesa di Riglione è a pianta longitudinale ad un'unica ampia navata con copertura a capriate. La navata termina con un'abside centrale e due absidiole laterali, tutte a pianta quadrangolare. La Chiesa è arredata con due confessionali e da due altari addossati alle pareti; è presente una sacrestia e un ambiente laterale dove è posto il fonte battesimale. Il perimetro della Chiesa è percorso da dieci lesene di marmo, cinque per ogni parete laterale. Le fonti di luce sono costituite dalle quattro finestre poste nella navata e da una vetrata presente nell'abside. In controfacciata si trovano una lapide a ricordo delle vittime di Riglione-Badia nella guerra del 1940-1945 e un coro ligneo su cui si trova l'organo a canne. Questo strumento fu presumibilmente realizzato dalla ditta organaria Tronci di Pistoia nell'Ottocento, ma a seguito del crollo del tetto a causa dei bombardamenti restò gravemente danneggiato. Alla fine degli anni Settanta fu restaurato - e ampiamente rimaneggiato - dalla ditta Michelotto di Abignasego (PD), che lo elettrificò e installò la consolle - a due tastiere e pedaliera - nel presbiterio, a destra dell'altare maggiore.
L'abside e il coro sono stati interamente affrescati nel 1953 dal pittore Luigi Antonio Gajoni. La scena sul frontone raffigura la gloria di Dio. Al centro si trova la Santa Famiglia con Gesù benedicente seduto in trono e con in mano due tavolette raffiguranti l'Alfa (A) e l'Omega (Ω), il principio e la fine di ogni cosa. Ai lati della Santa Famiglia sono rappresentati, sulla destra, un gruppo di angeli che cantano e suonano, mentre a sinistra, in primo piano, i santi martiri Ippolito e Cassiano, ai quali è dedicata la chiesa. Inoltre sono rappresentati del grano e dell'uva, richiami all'eucaristia. Nel catino absidale è affrescato un cielo azzurro con, al centro, una colomba che emana raggi di luce. Nelle quattro vele sono rappresentati i simboli degli evangelisti: Matteo (angelo), Giovanni (aquila), Luca (toro) e Marco (leone). Procedendo verso il basso, al centro della parete, si trova l'immagine di Dio Padre con le braccia aperte nell'atto di accogliere tutti i suoi figli. Sono raffigurati anche san Francesco con la Basilica di Assisi e santa Caterina con il Duomo di Siena.
Il coro è stato affrescato con angeli ai lati e con l'immagine del Santissimo Sacramento al centro, contornata da un cerchio di nuvole da cui spuntano volti di bambini. Il pittore Gajoni ha immortalato, nel suo lavoro, volti di bambini e giovani riglionesi: il volto di san Francesco è quello di un giovane di Riglione che venne poi ordinato prete. Il 25 settembre 1968, in occasione del 25º anniversario di ordinazione del priore Domenico Baldocchi, il coro venne arricchito con una vetrata centinata, opera di Mino Rosi, raffigurante in alto la Santa Famiglia e in basso alcune scene della vita di Gesù: la Fuga in Egitto, la Presentazione al Tempio, Gesù con i dottori della legge, l'incontro con la Veronica, la crocifissione, la deposizione dalla croce e la sepoltura.
Nell'abside laterale sinistra è situato, in basso, un quadro raffigurante la Santa Famiglia, copia del dipinto posto all'altare laterale dedicato alla Madonna Divina Pastora. Sopra questo quadro, dentro una nicchia e protetta da una teca di vetro, vi è la statua lignea del Sacro Cuore di Gesù. L'abside laterale destra contiene, in basso, un'urna di vetro contornata da legno dorato e con copertura in marmo che contiene la statua del Cristo morto. Quest'urna fu realizzata nella metà del XX secolo per facilitare il trasporto della statua lignea durante la processione di Gesù morto che si svolgeva il Venerdì Santo. Sopra quest'urna, dentro una nicchia e protetta da una teca di vetro, vi è la statua lignea della Madonna Addolorata.

#### Il crocifisso di Giunta Pisano

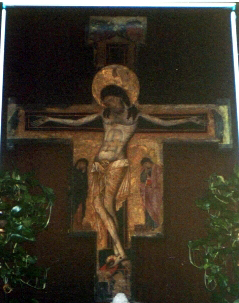
Crocifisso

L'artistico crocifisso è un'opera pittorica su tavola (cm 190x150) risalente al secolo XIII e attribuito alla scuola di Giunta Pisano. Il crocifisso fu donato alla chiesa di Riglione da Cosimo I Medici. Durante il periodo della seconda guerra mondiale fu trasportato e conservato nella Certosa di Calci per proteggerlo dai bombardamenti. Fu oggetto di accurato restauro ad opera della soprintendenza ad Beni Culturali di Pisa e il 10 ottobre del 1982 venne restituito alla chiesa di Riglione, dove è protetto da una teca di vetro.
L'opera ritrae il Cristo crocifisso, ai cui piedi si trova la Maddalena che piange appoggiando la testa sui piedi di Gesù; alla destra è la Vergine Maria mentre a sinistra è l'apostolo Giovanni. In alto sono raffigurati due angeli che nel dolore volano intorno alla testa di Cristo mentre alle due estremità del braccio orizzontale della croce sono raffigurati a destra San Giovanni Battista e a sinistra un altro apostolo.

#### La Divina Pastora
Il quadro che raffigura la Santa Famiglia è un dipinto su tavola (cm 45x52) attribuito alla scuola dei fratelli Carracci di Bologna. In piena luce, che viene da sinistra guardando in quadro, si vede la Vergine che sorregge in grembo il Bambino Gesù che sembra stia parlando con San Giovanni Battista e che accenni qualcosa con la mano destra. In penombra si scorge il volto di San Giuseppe che guarda con atto paterno il Bambino Gesù e con la mano sinistra sorregge un bastone. L'altare sul quale si conserva il dipinto è di marmo, costituito da una mensa sormontata da due gradini su cui poggia il tabernacolo. È formato da due colonne che sorreggono un timpano a frontone spezzato con in mezzo un cartiglio che porta la seguente iscrizione: "D.O.M. ET DIVINI PASTORIS MATRI".
Una tradizione popolare racconta che il quadro fosse di proprietà della famiglia Catanti. Il popolo di Riglione, affezionatissimo all'immagine sacra della Divina Pastora, volle incoronare la Vergine e il Bambino con corone d'oro ricavate dalla fusione di oggetti offerti dai riglionesi: questa incoronazione avvenne il 5 agosto 1928. Durante la festa della Divina Pastora, che si celebra ogni anno la prima domenica d'agosto, l'immagine sacra viene inserita in un trono di legno e portata in processione per le vie del paese.

## Feste e fiere
- Prima domenica di agosto: in onore della Divina Pastora

## Infrastrutture e trasporti
Riglione è collegata al centro di Pisa con corse automobilistiche di linea svolte dalla società Autolinee Toscane.
Dal 1881 al 1953 la località era attraversata dalla tranvia a vapore che, percorrendo l'asse della via Fiorentina, collegava Pisa con Pontedera e, attraverso una diramazione che si distaccava in località Navacchio, con Caprona e Calci.